# 熱帶氣旋促成高壓脊變動效應
熱帶氣旋促成高壓脊變動效應（英語：Ridge Modification by Tropical Cyclone，簡稱RMT效應）是指高壓脊往低壓帶東南面伸展的現象，其過程被認為與二次環流效應有關。

## 成因

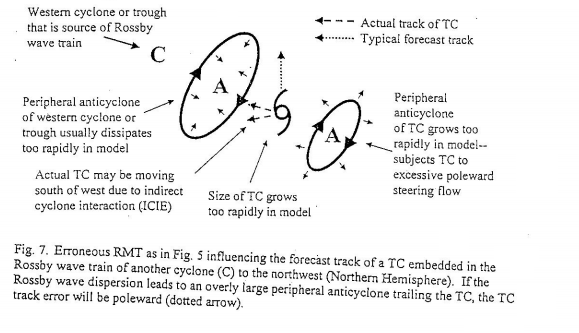
誤差模型預測熱帶氣旋促成高壓脊變動效應

熱帶氣旋促成高壓脊變動效應主要是高壓脊在颱風的東南側建立，促成駛流場的改變。然而，熱帶氣旋促成高壓脊變動效應及倒向季風槽作用是屬於颱風的二次環流效應一環，並造成反氣旋向東發展，而鄰近赤道的熱帶氣旋促成高壓脊變動效應及逆向結構亦會促進極向運動（英語：Poleward motion）。

## 案例
1996年颱風賀伯即受到此效應影響，據路徑觀測資料顯示，颱風賀伯於28日至30日這段期間，高壓脊受到颱風賀伯的影響，在颱風賀伯東南側形成脊場，造成颱風向北移動。

## 釋義
1. ↑  「二次環流效應」指的是科里奧利力隨緯度愈高而愈顯著[2]。
2. ↑  「倒向季風槽作用」指的是原洋面有兩颱風，其中一者受到熱帶氣旋促成高壓脊變動效應影響，使兩颱風形成一低壓槽，而此低壓槽並非常態走向，而是採取東北-西南走向[5]。

## 來源
1. ↑  . 天氣風險管理有限公司.   [2018年8月17日]. （原始内容存档于2018年9月6日） （中文）.
2. ↑  .   [2018-09-11]. （原始内容存档于2017-10-19）.
3. ↑  Lester E. Carr III and Russell L. Elsberry. . Weather and Forecasting. 2000.
4. ↑  通過台灣鄰近海域颱風動向與500百帕綜觀氣流線場類型關係研究 1998 （页面存档备份，存于） , 交通部中央氣象局
5. ↑  葉天降.  (PDF). 交通部中央氣象局.   [2001年5月]. （原始内容存档 (PDF)于2016-08-06）.（繁體中文）
6. ↑  Chang Chih-pei, Jou Ben, Lam Chiu Ying. . East Asia And Western Pacific Meteorology And Climate: Selected Papers Of The Fourth Conference. 2002: 230. ISBN 9789814488891.
7. ↑  系統颱風路徑預報方法之可行性研究報告 1999 （页面存档备份，存于） , 交通部中央氣象局